# Sainte-Feyre-la-Montagne
Sainte-Feyre-la-Montagne är en kommun i departementet Creuse i regionen Nouvelle-Aquitaine i de centrala delarna av Frankrike. Kommunen ligger i kantonen Felletin som tillhör arrondissementet Aubusson. År 2022 hade Sainte-Feyre-la-Montagne 120 invånare.

## Befolkningsutveckling
Antalet invånare i kommunen Sainte-Feyre-la-Montagne
Referens:INSEE